# Oscar e Lucinda
Oscar e Lucinda (Oscar and Lucinda) è un film del 1997 diretto da Gillian Armstrong, tratto dal romanzo omonimo Oscar e Lucinda di Peter Carey.

## Trama
Lucinda è una giovane ereditiera con il vizio del gioco d’azzardo che, dopo la morte dei genitori, acquista una fabbrica di vetro. Oscar è uno studente di fede anglicana, anche lui molto abile ai tavoli da gioco. I due intrecceranno le proprie vite dopo essersi conosciuti a bordo di una nave diretta nel Nuovo Galles del Sud.

## Riconoscimenti
- 1998 - Premio Oscar
  - Nomination Migliori costumi a Janet Patterson